# Duplicaria veronicae
Duplicaria veronicae é uma espécie de gastrópode do gênero Duplicaria, pertencente à família Terebridae.